# جاكوب إم. ديكنسون
جاكوب إم. ديكنسون هو محامي وسياسي أمريكي، ولد في 30 يناير 1851 في كولومبوس في الولايات المتحدة، وتوفي في 13 ديسمبر 1928 في ناشفيل في الولايات المتحدة. نشط حزبياً في الحزب الجمهوري. وقد انتخب وزير حرب الولايات المتحدة.